# Jorge Cadaval
Jorge Alejandro Cadaval Pérez (Sevilla, 8 de octubre de 1960) es un humorista español, miembro del dúo Los Morancos.

## Biografía

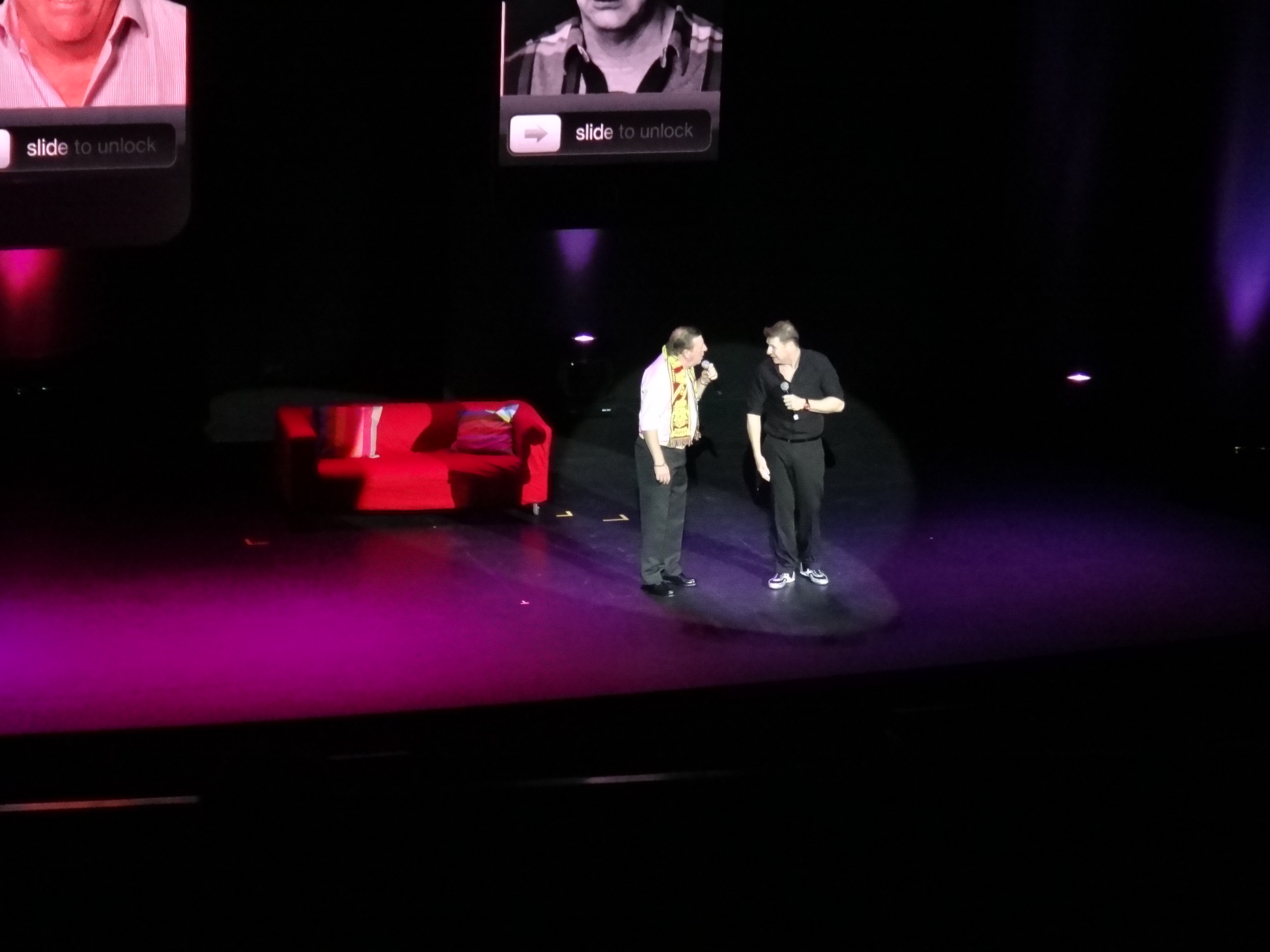
Actuación de «Antonia»

Hijo de Juan Cadaval López (representante en las giras de Antonio Machín) y de su esposa, María Pérez Montané (fallecida el 16 de enero de 2015 a los 83 años). Jorge Cadaval tiene cinco hermanos: César, Juan, Maite, Diego y Carlos, estos dos últimos fallecidos en 2011 y en 2017, respectivamente.
Su carrera artística está vinculada a la de su hermano César, desde que decidieron formar el dúo cómico Los Morancos. Tras recorrer los pueblos de Andalucía, alcanzaron la popularidad a través de televisión desde mediados de los años ochenta. Especial repercusión tuvieron sus parodidas que pretendían reflejar - desde una visión humorística - una la realidad social de las clases más desfavorecidas de su Andalucía natal. Personajes interpretados por Cadaval como la exagerada solterona Antonia o Belén Esteban, junto a otros recreados por su hermano César, se hicieron especialmente populares.
Comenzaron realizando actuaciones populares por toda Andalucía. Aparecen por primera vez en televisión en el programa Un, dos, tres... del 17 de febrero de 1984 dedicado a "Las revistas del corazón", como secundarios en un sketch protagonizado por Analía Gadé y Forges, sin aparecer en los créditos, por lo que su definitivo salto a la fama no se produjo hasta unos meses más tarde, en la gala de Nochevieja de TVE, Viva 85, donde hacían una parodia de flamenco en inglés que les sirvió de impulso nacional.
Se hicieron fijos en el concurso televisivo Un, dos, tres... responda otra vez en el año 1985. Sus caricaturas de personajes famosos (de los cuales tienen un amplio repertorio), se suman a los que elaboran de su propia cosecha y que se hacen famosos en poco tiempo.
En 1989 y 1990 pasaron por el programa de entretenimiento Pero... ¿esto qué es? donde participaron como humoristas parodiando a personajes famosos con una duración de 10 a 15 minutos aproximadamente.
En 1992 se aventuraron con el cine y realizaron la película Sevilla Connection turvina's donde participaron también como guionistas.
En 1993 firmaron un contrato con Televisión Española (TVE) para realizar algunos programas y especiales que siempre han tenido gran éxito de audiencia.
Sus actuaciones en teatros también son numerosas. En las fiestas de Navidad entre los años 1999 y 2000 realizaron varias actuaciones en el Teatro Imperial de Sevilla, llenando el aforo en su totalidad.
También han realizado en sus propios programas entrevistas a personajes famosos (algunos ya imitados por ellos). Actuaron junto a Cristina ("tres cabezas" o "tresi" o "Tresca") pasando por todas las emisoras de televisión, tanto nacionales como autonómicas de España.
A todo esto hay que añadir su colaboración en programas de radio como Protagonistas, de Luis del Olmo, en cuyo programa imitaban frecuentemente al presentador. En este programa también parodiaban a sus más famosos personajes, Antonia y Omaíta, pero apenas tuvieron un éxito reconocido.
La parodia de Antonia y Omaíta vio su culmen en la serie El Retorno de Omaíta en Televisión Española, donde debutaron nuevos personajes dirigidos al público infantil como Kiki (Santiago de los Reyes), Juanillo (Nicolás López), y Saray (Azahara María Urbano).
Sus programas semanales siempre estuvieron en un horario prime time, convirtiéndose en familiares, repetitivos y cotidianos en las televisiones de España.
Su versión de la canción de la banda moldava O-Zone "Dragostea din tei", a la que llamaron "Marica tú" se hizo famosa en muchos países de Latinoamérica, en particular en Colombia, México, Perú, Argentina, Puerto Rico, Cuba y Chile. La letra reivindicativa y la pegadiza tonada "Fiesta, fiesta, y pluma, pluma gay" hicieron de la versión una especie de himno gay internacional.
En 2010 César Cadaval participa en una Chirigota en el Carnaval de Cádiz llamada "Los Pre-paraos" llegando a Semifinales.
Colaboran esporádicamente en el programa de radio Así son las mañanas de Ernesto Sáenz de Buruaga.
Actualmente, presentan ¡Qué buen puntito! los jueves en Canal Sur TV. En 2012, Los Morancos, fueron invitados a El Hormiguero 3.0.
Jorge Cadaval concursó en el programa Tu cara me suena y quedó tercer finalista con su imitación de Isabel Pantoja.
El 30 de marzo de 2017 apareció junto a su hermano César Cadaval en el programa de televisión El hormiguero.
En el verano del 2017, se incorpora como jurado al programa Me lo dices o me lo cantas presentado por Jesús Vázquez en esa misma cadena.
En 2020, se pone el frente de El paisano encargándose de la cuarta temporada del exitoso formato de RTVE.
En 2021, se confirma que va a participar junto a su hermano César Cadaval en Tu cara me suena, quedando en último lugar, y, en 2023, ambos concursarían en la octava edición de MasterChef Celebrity.